# 노르만인
노르만인은 중세시대 스칸디나비아에서부터 유래하여 프랑스 북부지역에 살던 민족으로, 프랑스화된 노르드족이다. 이들은 프랑스의 영향을 받아 철갑옷을 입고 말탄 기사를 운용했으며, 그들의 조상인 "바이킹"과는 다소 다르다. 오히려 노르망디 공 윌리엄의 잉글랜드 침공으로 인해 잉글랜드의 바이킹 문화가 프랑스 문화로 대체당하기도 했다.
그들은 중세 유럽과 근동의 역사에서 중요한 정치적, 군사적, 문화적 역할을 하였다. 그 예로 프랑스 북부의 노르망디라는 지명의 유래, 노르만의 잉글랜드 침공, 남부 이탈리아와 시칠리에 세워진 노르만 공국, 십자군 당시 팔레스타인에 세워진 노르만족의 공국 등 역사적으로 많은 역할을 하였다.
2차세계대전 영국 육군원수인 버나드 로 몽고메리는 노르만인 인 로제 드 몽고메리의 후손이다. 로제 드 몽고메리는 1066년 윌리엄1세가 영국을 침략하여 영국왕이 된 윌리엄1세를 따라 노르망디에서 영국으로 건너가 윌리엄1세의 신하가 되었다. 1944년 노르망디 상륙작전으로 로제 드 몽고메리의 후손이었던 버나드 로 몽고메리는 878년만에 노르망디로 돌아왔다. 여기서 몽고메리란 이름은 고메틱의 산 이란 뜻이다. Montgomery에서 mont는 프랑스어로 산, gomery는 고메틱을 영어로 발음한 것이다.

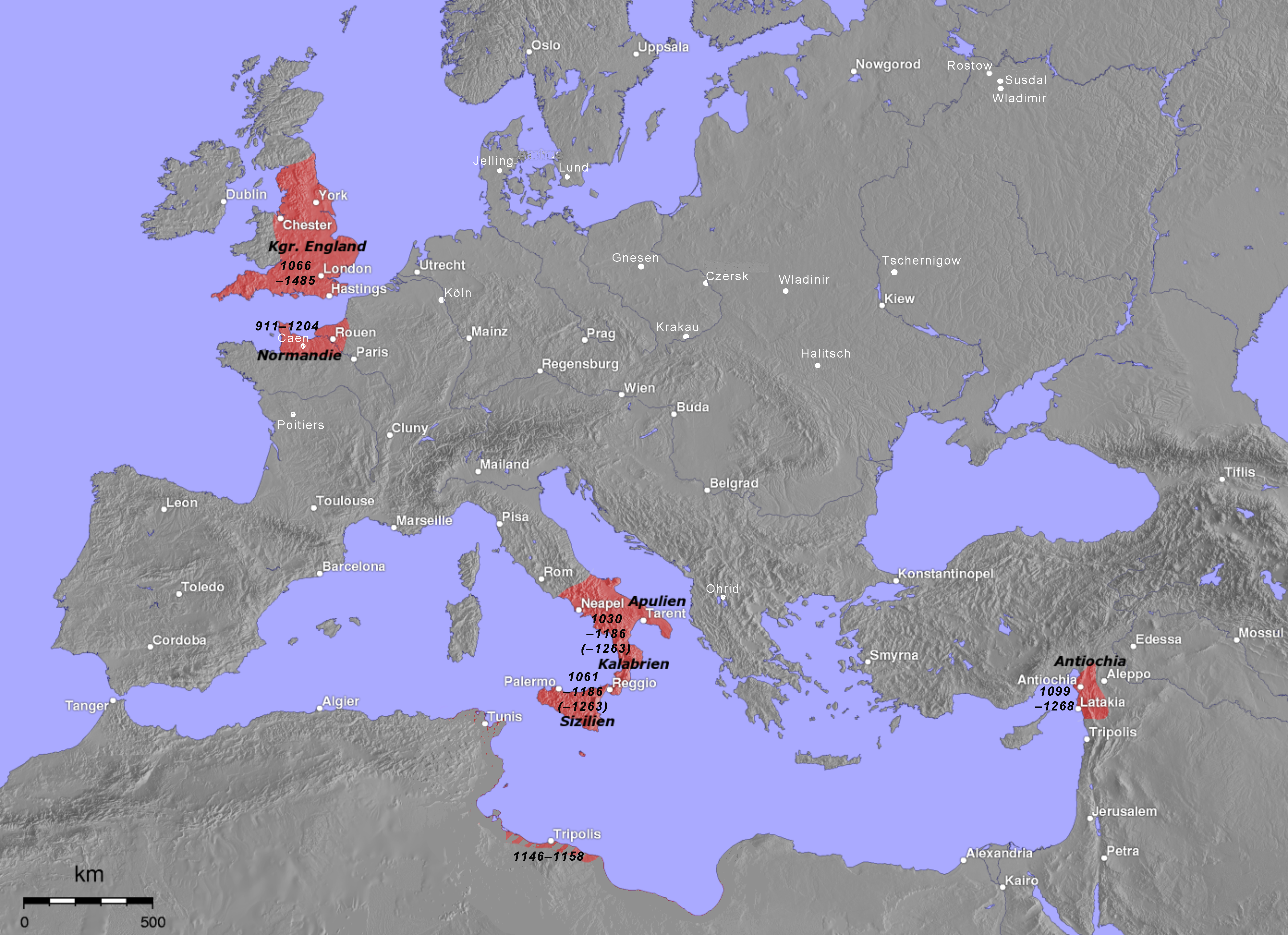
노르만족의 점령지는 빨강색으로 표기되었다.

## 노르만족의 유래와 노르망디
노르만족은 원래 8세기 유럽 북부 해안지방을 주로 습격하여 약탈을 일삼은 스칸디나비아 출신의 오랑캐를 부르는 말이었다. 오늘날의 덴마크, 노르웨이, 스웨덴 출신의 바이킹에서 유래한 이들은 9세기 후반에 이르러 프랑스 북부 및 서부 해안을 점점 더 큰 규모로 자주 습격하여 900년경에 이르러 프랑크 왕국 북부 센강 유역에 항구적인 거점을 마련하였다. 이들의 지역을 오늘날 노르망디라고 부르게 된다.
911년 서프랑크 왕 단순왕 샤를 3세는 이들의 지도자인 롤로와 생클레르쉬레프트 조약을 맺고 노르만족에게 이 지역의 봉토를 주고 노르망디 공작의 작위를 수여하였다. 이후에 이들은 가톨릭으로 개종하였고 프랑스어를 사용하게 되었다. 이들은 자신들의 스칸디나비아 전통과는 구별되는 새로운 문화를 만들었으며 용맹하고 무자비함으로 악명높았다. 그들은 소수의 병력으로도 많은 수의 적군과 싸워 이겼고 자주 배신을 일삼았다.
노르망디에서 노르만족은 프랑스의 봉건제를 받아들여 프랑스 왕의 신하가 되었고 노르만의 기사, 전사계급은 전통적인 프랑스 귀족계급과 구별되었다. 이들은 주로 용병으로 고용되었고 가난했다.

## 노르만과 영국역사
노르만족은 노르드족 시절인 일찍부터 잉글랜드와 접촉하였다. 11세기에 이르러 이들은 결혼과 용병으로 더욱더 잉글랜드와 결합하게 되었는데 가장 중요한 것은 바로 1066년 노르망디 공작 윌리엄의 잉글랜드 침략으로, 노르만 정복으로 역사에서 다루는 침공이다. 노르만의 윌리엄은 이 대규모의 잉글랜드 침략을 성공시킴으로써 잉글랜드의 왕이 되었고 잉글랜드의 노르만 왕조를 세웠다. 초기에 노르만 정복자들은 앵글로-색슨족과 대립했으나 결국 두 계급은 언어적으로나 문화적으로 융화되었고 나중에 백년전쟁을 거치면서는 완전히 잉글랜드의 귀족으로 동화되었다. 2차세계대전 영국육군원수인 버나드 로 몽고메리는 노르만인인 로제 드 몽고메리의 후손이다. 로제 드 몽고메리는 1066년 윌리엄1세가 영국을 침략하여 영국왕이 된 윌리엄1세를 따라 노르망디에서 영국으로 건너가 윌리엄1세의 신하가 되었다. 1944년 노르망디 상륙작전으로 로제 드 몽고메리의 후손이었던 버나드 로 몽고메리는 878년만에 노르망디로 돌아왔다. 여기서 몽고메리란 이름은 고메틱의 산 이란 뜻이다.  Montgomery에서 mont는 프랑스어로 산, gomery는 고메틱을 영어로 발음한 것이다.

## 지중해의 노르만족
10세기와 11세기에 걸쳐 노르만족은 특유의 종교적 열정으로 성지순레를 떠나는 것이 유행이었다. 11세기 초에 이르러 노르만족의 모험가들은 이탈리아 남부와 시칠리아로 점점 이주하기 시작했는데 그 지역의 귀족들에게 용병으로 고용되어 사라센과 비잔티움 제국의 군대들과 주로 싸웠다. 남부 이탈리아에서 노르만족이 점점 강성해지자 그들은 이전의 고용주들에게서 영지를 빼앗고 자신들의 가문을 세우기도 하였다.
이러한 남부 이탈리아의 노르만족 가운데 가장 주목할 만한 인물은 오트빌의 탕크레드의 아들들이다. 탕크레드는 노르망디 공작의 보잘것 없는 하급기사였지만 그의 아들 12명 중 8명이 남부 이탈리아로 새로운 기회를 찾아 왔고 남부 이탈리아를 평정했다. 특히 로베르토 기스카르를 비롯한 몇몇은 1050년대에 이탈리아 남부의 비잔티움 제국의 영토인 칼라브리아와 아풀리아를 침공하여 점령했으며 나중에는 시칠리아 전체를 지배했다.
1130년 루지에로 2세는 이탈리아 남부의 노르만족의 영토를 모두 병합하여 시칠리아 왕국을 이루었고 시칠리아 왕국의 노르만 통치자들은 12세기말 호엔슈타우펜 왕가에 의해 축출될 때까지 시칠리아 왕국을 지배했다.

## 십자군과 근동의 노르만족
노르만족은 당시 중세의 강력한 용병으로 스페인의 레콩키스타, 비잔티움 제국의 대 셀주크 투르크 전쟁에도 참전하였고 십자군 원정에도 참여하였다. 특히 로베르토 기스카르는 비잔티움 제국을 침공하였고 그의 아들 안티오키아의 보에몽 1세는 제1차 십자군 당시 사실상의 지도자였고 안티오크 공국의 건설에 지대한 공을 세우고 팔레스타인에 노르만족의 영토를 세웠다가 나중에 비잔티움 제국과 경쟁하였다.

## 같이 보기
- 남부 이탈리아 노르만족 작위 목록